# Marko Macan
Marko Macan (Dubrovnik, 26. travnja 1993.), hrvatski vaterpolist, igrač dubrovačkog Juga. Branič je, visok 195 cm i težak 112 kg.
U Jadranskoj ligi je u sezoni 2015./16. upisao osam pogodaka u 15 nastupa, a 2016./17. sedamnaest pogodaka u isto toliko utakmica. Sezonu 2017./18. završio je s četrnaest pogodaka u 17 utakmica u rečenom natjecanju, te je proglašen najboljim igračem. U Ligi prvaka je, pak, postigao dva pogotka u 11 utakmica 2015./16., dva pogotka u 13 utakmica 2016./17. te deset pogodaka u 16 utakmica 2017./18. Nastupio je, ali nije poentirao u Superkupu 2016./17. Prvenstvo Hrvatske 2015./16. obilježio je upisavši dva pogotka u 6 utakmica, 2016./17. deset pogodaka u 7 utakmica, a 2017./18. dva pogotka u 6 utakmica. U Kupu Hrvatske 2015./16. postigao je četiri pogotka u 5 nastupa, 2016./17. dva pogotka u 6 nastupa, a 2017./18. četiri pogotka u 6 nastupa.